# Zasiok
Zasiok falu Horvátországban Split-Dalmácia megyében. Közigazgatásilag Hrvacéhez tartozik.

## Fekvése
Splittől légvonalban 36, közúton 54 km-re északra, Sinjtől 19 km-re, községközpontjától légvonalban 8, közúton13 km-re északnyugatra, a Dinári-hegység lábánál fekszik. Délnyugatról a Svilaja-hegység  és a Peruča-tó, északkeletről a Dinári-hegység határolja.

## Története
A régészeti leletek tanúsága szerint területe már a római korban is lakott volt. A plébániatemplomnál ószláv templom maradványait találták meg, mely azt igazolja, hogy közvetlenül a horvátok keresztény hitre térése után itt már templom állt. A középkori település valószínűleg a 16. században 1536 körül szűnt meg, amikor a török Sinj várával együtt elfoglalta ezt a vidéket. A velencei seregek 1686-ban foglalták vissza a töröktől Sinj várát és vele együtt a mai Hrvace térségét. Ezt követően a velencei hatóságok irányításával és rámai ferences szerzetesek vezetésével Boszniából és Hercegovinából keresztény lakosság, köztük több száz pravoszláv család érkezett. A velencei-török háború után kialakult új hatalmi viszonyokat 1699-ben a karlócai béke szentesítette. Az 1714-ben kitört velencei-török háborúban átmenetileg újra török kézre került, de 1715-ben már újra velencei uralom alatt állt. A zasioki plébánia 1770-ben vált önállóvá a potravljei plébániától, ahová azelőtt tartozott. A plébániához Zasiokon kívül még Vučipolje és Dabar településeket csatolták. 1797-ben a Velencei Köztársaság megszűnésével a település a Habsburg Birodalom része lett. 1806-ban Napóleon csapatai foglalták el és 1813-ig francia uralom alatt állt. Napóleon bukása után ismét Habsburg uralom következett, mely az első világháború végéig tartott. 1857-ben 189, 1910-ben 446 lakosa volt. Az I. világháború után rövid ideig az Olasz Királyság, ezután a Szerb-Horvát-Szlovén Királyság, majd Jugoszlávia része lett. A II. világháború idején a plébániaházat a partizánok felgyújtották. Később a kommunista hatóságok elvették az egyháztól és üzletet alakítottak ki benne.  Egy részét csak 1956-ban tudta felújítani az egyház, míg a plébános a Szent Antal kápolnában lakott. A háború után a település a szocialista Jugoszlávia része lett. A Peruča-tónak az 1950-es években történt kialakítása jelentős termőföldeket és legelőket vett el az itt élő lakosságtól. Az elárasztott területek helyett a helyiek pénzbeli kártérítést kaptak. A megélhetési alapjától megfosztott lakosság nagy része Sinjre, Splitre, az Isztriára és Szlovéniába vándorolt ki. A település lakossága ekkor mintegy felére csökkent. 1991-től a független Horvátországhoz tartozik. Ez évben lakosságának 85 százaléka horvát, 13 százaléka szerb nemzetiségű volt. A délszláv háború idején a település egy rövid időszaktól eltekintve horvát kézen maradt. 1991. szeptember 17-én a szerb szabadcsapatok és a JNA erői intéztek nagyobb támadást a település elfoglalására, de a horvátok visszaverték őket. 19-én azonban a horvát erők kénytelenek voltak a védelmi vonalat a Peruča-tó déli oldaláig visszavonni a szerbek pedig kifosztották és felgyújtották a falu horvát házait, valamint a katolikus templomot. A horvát hadsereg a „Peruča” fedőnevű katonai akció során szabadította fel a települést. A krajinai szerb határ közelében levő falu lakossága csak az 1995 augusztusában végrehajtott „Vihar” hadműveletet követően lélegezhetett fel végleg. Szerb lakossága elmenekült. Lakossága 2011-ben 38 fő volt.

## Lakosság
| Lakosság változása | Lakosság változása | Lakosság változása | Lakosság változása | Lakosság változása | Lakosság változása | Lakosság változása | Lakosság változása | Lakosság változása | Lakosság változása | Lakosság változása | Lakosság változása | Lakosság változása | Lakosság változása | Lakosság változása | Lakosság változása |
| ------------------ | ------------------ | ------------------ | ------------------ | ------------------ | ------------------ | ------------------ | ------------------ | ------------------ | ------------------ | ------------------ | ------------------ | ------------------ | ------------------ | ------------------ | ------------------ |
| 1857               | 1869               | 1880               | 1890               | 1900               | 1910               | 1921               | 1931               | 1948               | 1953               | 1961               | 1971               | 1981               | 1991               | 2001               | 2011               |
| 189                | 0                  | 269                | 276                | 313                | 446                | 0                  | 412                | 289                | 307                | 176                | 146                | 110                | 76                 | 44                 | 38                 |

(1869-ben és 1921-ben lakosságát Vučipoljéhez számították.)

## Nevezetességei
- Keresztelő Szent János tiszteletére szentelt római katolikus plébániatemploma 1780-ban épült, a falu temetőjében áll. Kőből épített egyhajós, négyszög alaprajzú épület négyszögletes apszissal. A templom kőanyagát helyben, a falu alatti domb oldalából bányászták. Hosszúsága 12 méter, szélessége 7 méter. Homlokzatán a bejárat felett rózsaablak, oromzatán pengefalú harangtorony látható, melyben egy harang található. A templomnak három, alul kőből, felül fából épített oltára volt. A templomot 1973-ban Bogoslav Bartulović plébános idejében újították fel. Ekkor építették az északi oldalon a sekrestyét, átendezték az egész belső teret a szentéllyel együtt. 1991. szeptember 18-án a szerb szabadcsapatok felgyújtották és teljesen lerombolták. Újjáépítése 1997-ben történt a németországi Rottenburg-Stuttgarti egyházmegye, Hrvace község és a Split-Makarskai főegyházmegye anyagi támogatásával.  A dombon levő templomhoz lépcsősor vezet fel. Búcsúünnepét június 24-én, a szent ünnepén tartják. A templom másik búcsúünnepe július 16. a Kármelhegyi boldogasszony ünnepe.[2]
- A Szent Antal kápolna a plébániaház mellett áll és a mindenkori plébános kápolnájaként szolgált. A 19. század közepén építették faragott kövekből. Bejárata felett hatágú rozetta látható, a homlokzat tetején a pengefalú harangtoronyban egy harang található. Az épület hosszúsága 5 méter szélessége 3 és fél méter.[2]
- Keresztelő Szent János tiszteletére szentelt szerb pravoszláv temploma 1958-ban épült. Kőből épített négyszög alaprajzú kisméretű épület, homlokzatán a bejárat felett rózsaablakkal, oromzatán pengefalú harangtoronnyal, melyben egy harang található. Körülötte fekszik a kőfallal bekerített pravoszláv temető. A templom belseje ma romos állapotban áll.